# دونالد فارمر
دونالد فارمر (بالإنجليزية: Donald Dickson Farmer)‏ هو عسكري جنوب أفريقي، ولد في 28 مايو 1877 في Kelso, Scottish Borders ‏ في المملكة المتحدة، وتوفي في 23 ديسمبر 1956 في ليفربول في المملكة المتحدة.